# 271型登陆艇
271型通用登陆艇（北约称玉盆級）。是中国人民解放军海军70年代装备的登陆艇，1967年12月完成了最终设计，1968年8月首艇在青岛造船厂开工，1970年6月完成了首制艇的建造工作。主要用做两栖攻击登陆或运送部队、车辆和货物在没有港口的内河及海岸登陆。

## 271II型
271Ⅱ型艇首艇于1972年12月开工，1975年9月下水，1975年11月30日交船，于1978年定型。271Ⅱ型登陆艇采用首吊桥布局，大开口可遮蔽式甲板，到80年代一共有数百艘该级登陆艇被制造，今天仍是解放军两栖登陆的中坚力量，该型艇可以装载3辆59式中型坦克，或8门85加农炮，或7辆5吨卡车，并可携带数十吨油料、淡水，以及各种货物。

## 271III型
1979年，根据部队实际使用经验，还对271Ⅱ型艇的压浪板、首锚锚穴、推进系统等进行了修改，设计代号为271 III型艇，由长沙船厂建造。